# Taoudenni
Taoudenni (Taudeni, również: Taoudeni, Taoudenit) – ośrodek wydobycia soli kamiennej w północnym Mali, na Saharze. Historia tego miejsca sięga końca XVI wieku, w czasie gdy ziemie te należały do państwa Songhaj. Sól wydobywano początkowo w położonej dalej na północ Taghazie, jednak po zajęciu tamtejszych kopalni przez marokańskiego sułtana Ahmada al-Mansura, Songhajowie rozpoczęli wydobycie w Taoudenni. Również dzisiaj bloki soli kamiennej transportuje się stąd na południe, do brzegów Nigru, skąd drogą wodną rozprowadza się je po rynkach środkowej i południowej części kraju.